# Jadwiga Romańska
Jadwiga Romańska, zam. Gabryś (ur. 23 kwietnia 1928 w Sosnowcu, zm. 27 września 2024 w Krakowie) – polska śpiewaczka operowa, sopran, primadonna Opery Krakowskiej, profesor sztuk muzycznych.

## Życiorys
Ukończyła studia w Państwowej Wyższej Szkole Muzycznej w Katowicach pod kierunkiem Ireny Faryaszewskiej i Stanisławy Argasińskiej. Zadebiutowała na scenie operowej w 1954 roku w Operze Krakowskiej rolą Gildy w Rigoletcie. W 1957 roku zdobyła srebrny medal na Międzynarodowym Konkursie Muzycznym w Genewie oraz I nagrodę na międzynarodowym konkursie ARD w Monachium. Występowała na wszystkich ważniejszych polskich scenach operowych, a także w ZSRR i Czechosłowacji. Gościnnie występowała w Niemczech, Austrii, Bułgarii, Szwajcarii, Włoszech, Jordanii i Korei Północnej. W latach 1973–1977 była wykładowczynią Państwowej Wyższej Szkoły Muzycznej w Krakowie. Od 1978 do 1981 roku była zatrudniona na stanowisku docenta i kierownika Katedry Wokalistyki Akademii Muzycznej w Katowicach. W 1995 roku otrzymała tytuł profesora zwyczajnego.
Kreowała m.in. role Rozyny w Cyruliku sewilskim, Antonii, Olimpii i Giulietty w Opowieściach Hoffmanna, Łucji w Łucji z Lammermooru, Cio-Cio-San w Madame Butterfly, Tatiany w Eugeniuszu Onieginie. Zasłynęła także w repertuarze koncertowym jako interpretatorka pieśni romantycznych i utworów Karola Szymanowskiego.
Odznaczona Krzyżem Kawalerskim (1981) i Krzyżem Komandorskim (1983) Orderu Odrodzenia Polski oraz Srebrnym (2006) i Złotym (2013) Medalem „Zasłużony Kulturze Gloria Artis”. Laureatka Nagrody Miasta Krakowa (1981) i nagrody I stopnia Ministra Kultury i Sztuki (1985). W 2009 roku została uhonorowana odznaką „Zasłużony dla Miasta Sosnowca”. W 2013 roku otrzymała brązowy medal Cracoviae Merenti.
Zmarła 27 września 2024 roku. Została pochowana na cmentarzu Salwatorskim w Krakowie.